# Deutsche Gesellschaft für Geographie
Die Deutsche Gesellschaft für Geographie (DGfG) ist eine Dachorganisation, die in mehrere geographische Verbände und Gesellschaften gegliedert ist.

## Verbände und Gesellschaften
Mitglied kann nur eine Institution werden, es handelt sich bei den Mitgliedern um:

### Deutscher Verband für Angewandte Geographie
Der DVAG setzt sich dafür ein, dass Geographie in der Gesellschaft einen höheren Stellenwert in der Öffentlichkeit bekommt, der es ihr ermöglicht, für die vielfältigen Probleme in der Gesellschaft Lösungsansätze zu geben.
Der DVAG vertritt die Anliegen der Angewandten Geographie. Im Fokus steht hierbei die Praxisnähe und die Interessen der außeruniversitären und außerschulischen Tätigen. Die Arbeitsschwerpunkte sind:
- Entwicklungshilfe
- GIS und Geoinformatik
- Immobilien und Wohnungswirtschaft
- Öffentlichkeitsarbeit, Verlagswesen und Medien
- Räumliche Planung und Entwicklung
- Statistik, Marktforschung und Information
- Touristik und Fremdenverkehr
- Umweltberatung und Ökomanagement
- Umweltplanung, Natur- und Umweltschutz
- Ver- und Entsorgung
- Verkehr und Mobilitätsforschung
- Wirtschafts- und Politikberatung
- Wirtschaftsförderung und Wirtschaftspolitik

### Hochschulverband für Geographiedidaktik
Der HGD wurde 1971 mit dem Ziel gegründet, den schulischen und den hochschulischen Bereich zu vertreten. Derzeit (2018) hat der HGD mehr als 300 Mitglieder; 60 % kommen aus dem Hochschulbereich und 40 % aus den Schulen. Das Ziel des HGD ist, die Geographiedidaktik zu verbessern und der Geographie einen höheren Stellenwert in der Gesellschaft zukommen zu lassen. Unter Geographiedidaktik versteht man das Lehren und Lernen von geographischer und geowissenschaftlichen Inhalten. Ihr Arbeitsfeld ist hauptsächlicher der Geographieunterricht, aber der HGD ist auch in außerschulische Bereichen wie in Museen, Lehrpfaden und Umweltzentren aktiv.

### Verband Deutscher Schulgeographie
Der VDSG ist ein Zusammenschluss deutscher Geographiefachlehrer. Er hat in 16 Landesorganisationen circa 5000 Mitglieder. Der VDSG wurde bereits im Jahre 1912 gegründet und ist der älteste Fachlehrerverband Deutschlands.
→ Verband Deutscher Schulgeographie

### Verband der Geographen an Deutschen Hochschulen
Der VGDH ist ein Zusammenschluss von deutschsprachigen Geographen, die an Hochschulen und Forschungseinrichtungen tätig sind, und soll deren Interessen gegenüber der Politik, der Verwaltung und der Forschungsförderung vertreten. Der Verband hat momentan (2009) etwa 950 Mitglieder, was einen Organisationsgrad von 60 % bedeutet. Die Mitglieder des VGDH können Fachzeitschriften günstiger beziehen, haben das Recht, Dienstleistungen des GEO Büros gratis in Anspruch zu nehmen, und können zahlreiche weitere Vergünstigungen und Dienstleistung in Anspruch nehmen.

### Geographische Gesellschaften
Die Geographischen Gesellschaften sind traditionsreiche Institutionen, die den Bogen zwischen Hochschulgeographie und dem interessierten Laien schlagen wollen. In Deutschland gibt es 26 geographische Gesellschaften, in Österreich fünf und in der Schweiz sieben.

### Vertretung deutschsprachiger Geographie-Studierender (GeoDACH)
GeoDACH ist ein Verein, der Fachschaften der Geographie-Studierenden seit September 2007 im Raum Deutschland, Österreich und der Schweiz vertritt. Er positioniert die Studierenden in öffentlichen Pressemeldungen, betrachtet kritisch die Lehre an den Universitäten und berät Fachschaftsräte in ihren Tätigkeiten. Er versteht sich als Organ zur Vernetzung der Geographie Studierenden. GeoDACH besteht aus Vertretern der Fachschaftsräte beteiligter Universitäten und ist unter anderem in der Deutschen Gesellschaft für Geographie (DGfG) mit zwei Entsandten präsent. Außerdem stellt der Verein zwei Mitglieder für den Akkreditierungsrat und trägt damit aktiv zur Verbesserung der Lehre bei. Halbjährlich wird die Bundesfachschaftentagung (BuFaTa) der Geographie an verschiedenen Standorten veranstaltet.

## Präsidenten
- 1995–1997: Günter Heinritz
- 1997–1999: Hans Heinrich Blotevogel
- 1999–2001: Manfred Meurer
- 2001–2003: Peter Meusburger[2]
- 2003–2007: Elmar Kulke
- 2008–2013: Hans-Rudolf Bork
- 2014–2021: Werner Gamerith
- seit 2022: Ute Wardenga